# Ferme bressane

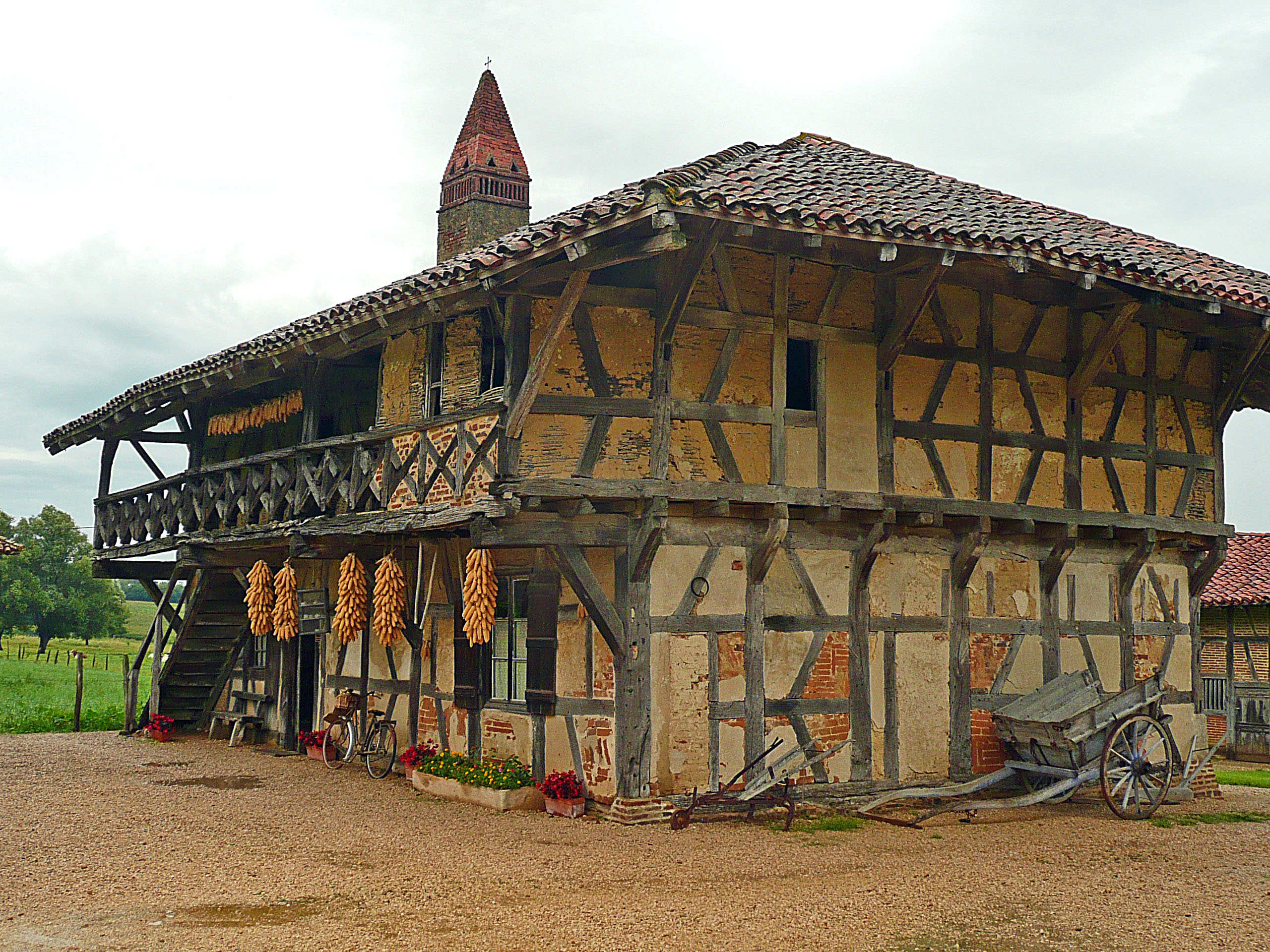
Exemple de ferme bressane à Courtes : la ferme de la Forêt.

Une ferme bressane est une ferme, à l'architecture typique de la région naturelle de la Bresse.

## Présentation
Ce type d'habitat rural se caractérise par la longueur du corps de ferme alliant l'utilisation de la brique et du bois. Les plus anciennes utilisaient également le torchis comme matériau de construction.
Entre l’agraire et le domestique, la ferme révèle l’organisation de la vie sociale dans les campagnes aux XIV et XVI siècle.
Selon une organisation ancienne et quasi systématique, la vie des fermiers s’opère autour de trois types de bâtiments : la maison, espace domestique ; les granges et remises, lieux de production pour les récoltes et le train de ferme ; les étables pour le bétail. A l’écart, un petit bâtiment rassemble le four, les soues pour les porcs et le poulailler, volontairement tenus éloignés de l’habitat des hommes pour prévenir tout risque d’incendie.

## Caractéristique

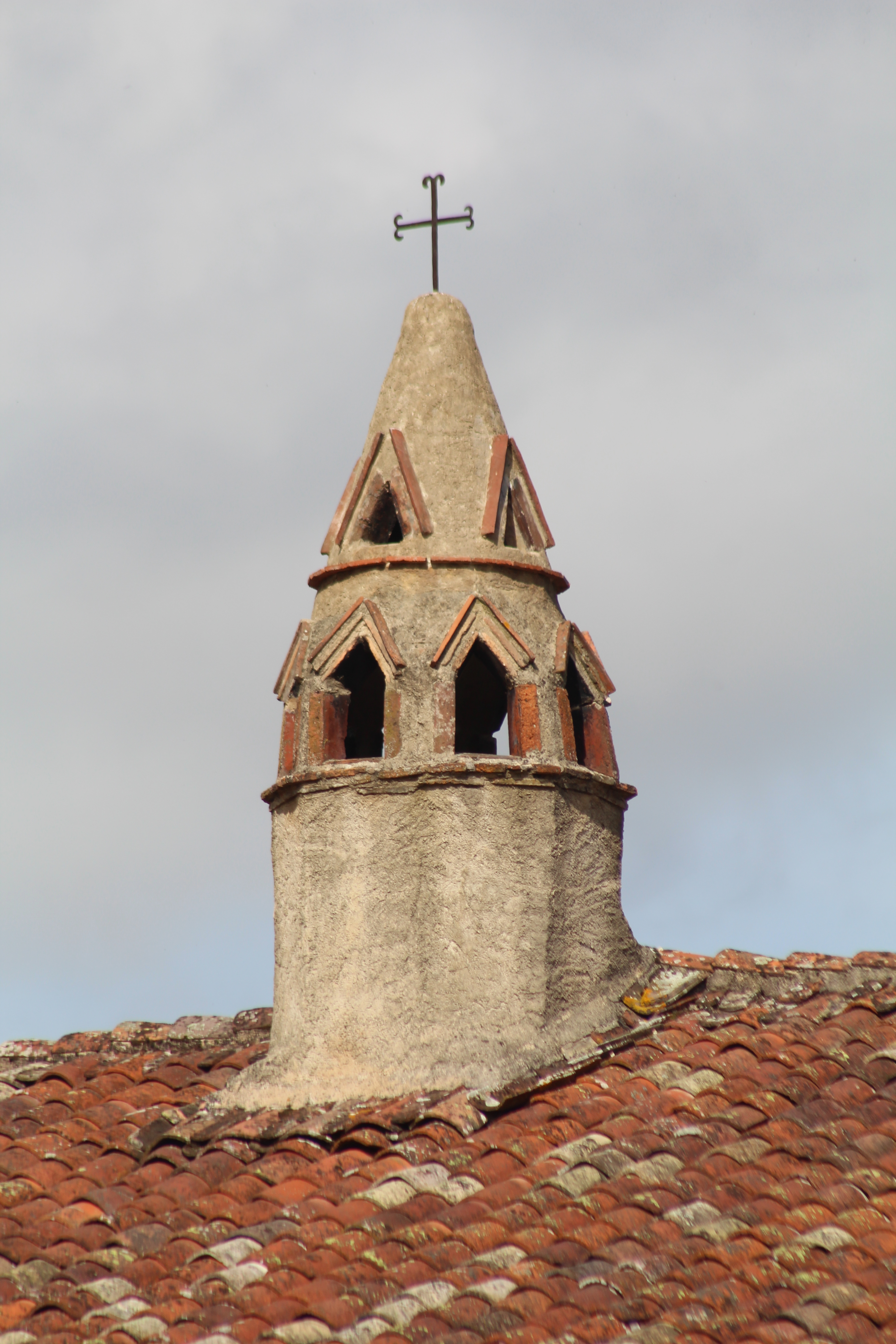
Cheminée sarrasine de la ferme des Planons, Saint-Cyr-sur-Menthon.

L'architecture rurale bressane est intimement liée à son territoire. Elle utilise les ressources du sol et produit un habitat né de la terre et du bois. Les bâtiments, dont les formes viennent du Moyen Âge, se reproduisent au cours de siècles suivants sans évolution marquante.
L'utilisation du bois et de la terre comme matériaux principaux a entraîné l'adoption d'une technique de construction aujourd'hui considérée comme typique de la Bresse : le pan de bois avec remplissage en torchis. La pierre sert à monter les soubassements des bâtiments en pisé, où la terre est utilisée seule, sans recours au bois. Cette technique se trouve majoritairement en Bresse dans les constructions des XIXe et XXe siècles.
Les constructions sont généralement basses et allongées, afin de réduire la prise aux intempéries. La longue façade principale s’ouvre à l’est, au soleil levant, et répond aux contraintes climatiques et d'usage, tandis que les pignons étroits au nord et au sud n’offrent qu’une prise réduite au vent de pluie ou à la bise.
Les couvertures — toitures et cheminées — sont l'une des caractéristiques principales de fermes bressanes : les toits sont à quatre pans ; ils sont en pente douce et à tuiles canal ou romaines en Bresse savoyarde, alors que les toits de la Bresse bourguignonne sont plus pentus et couverts de tuiles plates.
Sur ces toitures peuvent s'élever des cheminées sarrasines. Anciennement baptisées « à la mode de Bresse » ou « cheminées chauffant au large » dans les textes d’archives, les cheminées des fermes de Bresse sont qualifiées de « sarrasines » par des érudits à la fin du XVIIIe siècle, intrigués par la silhouette jugée exotique de leur souche. Ces cheminées marquent à la fois l’aisance du propriétaire et la ferveur religieuse des familles.
On ne les retrouve que dans les fermes associant un mode de chauffage archaïque, « le foyer chauffant au large », à une souche de cheminée ouvragée, appelée « mitre ». L'aire du foyer s'étale sur une surface de 12 à 16 m2 dans la « maison-chauffure ». La hotte pyramidale, édifiée en pans de bois et torchis, se termine sur le toit par la mitre en briques avec sur plusieurs niveaux des ouvertures variées et surmontée d’une croix latine.

## Protection au titre des Monuments historiques
Quelques fermes bressanes ont été conservées et sont protégées au titre des monuments historiques.

### Ain
- La ferme de la Forêt à Courtes fait l’objet d’un classement au titre des monuments historiques depuis le 11 octobre 1930[3].
- La ferme Tricot située à Vernoux est classée depuis 1932[4].
- La ferme des Planons[5] du musée départemental de la Bresse à Saint-Cyr-sur-Menthon est classée depuis 1938.
- La ferme Bourbon située à Saint-Nizier-le-Bouchoux est classée depuis 1944[6].
- La ferme Ferrand située à Vernoux est classée depuis 1944[7].
- La ferme de Loscelle située à Vescours est classée depuis 1944[8].
- La ferme de la Servette située à Saint-Trivier-de-Courtes est inscrite depuis 1944[9].
- La ferme de Sougey à Montrevel-en-Bresse est classée depuis 1946[10].
- La ferme de la Grange du Clou située à Saint-Cyr-sur-Menthon est classée depuis 1994[11].
- La ferme du Tremblay située à Saint-Trivier-de-Courtes est inscrite depuis 2003[12].

### Saône-et-Loire
- L'ensemble des bâtiments, ainsi que l'huilerie, le puits et le sol de la cour de la ferme du Champ-Bressan située à Romenay font l’objet d’un classement au titre des monuments historiques depuis le 16 mai 2006[13].